# Kanton Lingolsheim
Kanton Lingolsheim (fr. Canton de Lingolsheim) je francouzský kanton v departementu Bas-Rhin v regionu Grand Est. Tvoří ho 13 obcí. Zřízen byl v roce 2015.

## Obce kantonu
- Achenheim
- Blaesheim
- Breuschwickersheim
- Entzheim
- Fegersheim
- Geispolsheim
- Hangenbieten
- Holtzheim
- Kolbsheim
- Lingolsheim
- Lipsheim
- Oberschaeffolsheim
- Osthoffen